# ثورة لاباز
شهدت مدينة لاباز، الواقعة في منطقة بيرو العليا ( بوليفيا الآن، التي كانت جزءًا من ملكية ريو دي لا بلاتا) ثورة في عام 1809 أطاحت بالسلطات الإسبانية وأعلنت الاستقلال. تعتبر إحدى الخطوات الأولى لحروب الاستقلال الإسبانية الأمريكية، وسابقة لاستقلال بوليفيا. ومع ذلك، هُزمت الثورة بعد ذلك بوقت قصير، وعادت المدينة إلى الحكم الإسباني.

## خلفية
في عام 1781، لمدة ستة أشهر، فرضت مجموعة من شعب أيمارا حصارًا على لاباز. تحت قيادة توباك كاتاري، دمروا الكنائس والممتلكات الحكومية. على الرغم من فشل محاولة الشعوب الأصلية، التي سحقها في النهاية التحالف العسكري للإسبان والكريول، استمرت أفكار الاستقلال في الازدهار. بعد ثلاثين عامًا، فرض السكان الأصليون حصارًا لمدة شهرين على لاباز.
لم يكن حتى خريف عام 1807 عندما قام نابليون بتحريك القوات الفرنسية عبر إسبانيا لغزو البرتغال ومع ضعف السلطة الإسبانية، ظهر احتمال الاستقلال في المخيلة المحلية. كان استقلال الولايات المتحدة في عام 1776 مثالًا ملهمًا على قيام المستعمرين الذين تم تمكينهم بإسقاط حكم أجنبي مستبد. مع تدهور السلطة الإسبانية، حيث تخلى كارلوس الرابع عن العرش لصالح فيرناندو السابع، وكان مؤيدًا لجوزيف بونابرت، كانت قد نضجت فكرة الثورة.

## تطورات
في 16 يوليو، في مدينة لاباز، مع احتفال السيدة العذراء، حاصرت مجموعة من الثوار بقيادة الكولونيل بيدرو دومينغو موريللو وأفراد آخرين ثكنات المدينة وأجبروا الحاكم تاديو دافيلا وأسقف لا باز، ريمجيو دي لا سانتا إي أورتيجا، على الاستقالة. في 16 يوليو 1809، قال المستيزو بيدرو دومينغو موريللو إن الثورة البوليفية كانت تشعل مصباحًا لن يتمكن أحد من إخماده. يتفق العديد من المؤرخين على أن هذا يمثل بداية تحرير أمريكا الجنوبية من إسبانيا. انتقلت السلطة السياسية إلى الكابيلدو المحلي حتى تم تشكيل «المجلس العسكري، حارس حقوق الشعب»، برئاسة موريللو. في 27 يوليو، أعلن المجلس العسكري الاستقلال.
تم استدعاء خوسيه مانويل دي جوينيتشي، على الرغم من الاشتباه في تعاطفه مع كارليست، لقيادة القوات الملكية ضد المتمردين. بينما جند العديد من الثوار وساروا إلى تشاكالتايا في انتظار قوات العدو، اندلعت ثورة مضادة بقيادة بيدرو إندابورو في العاصمة.
دافع موريللو عن لاباز، الذي كان قادرًا على الحفاظ على قوة عسكرية قوامها حوالي 800 رجل. أرسل نائب الملك خوسيه فرناندو دي أباسكال قوات من ليما لقمع التمرد واغتنم هذه الفرصة لإصدار مرسوم بإعادة ضم بيرو العليا إلى سلطته القضائية في بيرو. شكل الملكيون هناك أغلبية واضحة، حتى بين الأمريكيين. النخب في ليما، على وجه الخصوص، الذين انخفضت ثروتهم ونفوذهم منذ إعادة تقسيم بوربون لأمريكا الجنوبية، لم يضعوا آمالهم في وعود التحرير الوهمية على ما يبدو، بل بالأحرى في المكافآت التي يمكنهم الحصول عليها من خلال الإخلاص للتاج. تم قطع رؤوس موريللو والقادة الآخرين وعرض رؤوسهم على الناس كرادع.